# Bao’an, Hunan
Bao'an (kinesiska: 保安) är en köping i Kina. Den ligger i provinsen Hunan, i den södra delen av landet, omkring 290 kilometer söder om provinshuvudstaden Changsha. Antalet invånare är 26 462. Befolkningen består av 12 097 kvinnor och 14 365 män. Barn under 15 år utgör 20,0 %, vuxna 15-64 år 70 %, och äldre över 65 år 9,0 %.
Runt Bao'an är det ganska tätbefolkat, med 185 invånare per kvadratkilometer. Närmaste större samhälle är Baijiapingzhen, 15,9 km nordväst om Bao'an. Trakten runt Bao'an består till största delen av jordbruksmark.
Genomsnittlig årsnederbörd är 1 888 millimeter. Den regnigaste månaden är augusti, med i genomsnitt 273 mm nederbörd, och den torraste är oktober, med 37 mm nederbörd.